# Sternula
A Sternula a madarak osztályának lilealakúak (Charadriiformes) rendjébe és a csérfélék (Sternidae) családjába tartozó nem. A Sterna nemet Bridge et al. (2005) javaslatára két nemre bontották, kistestű fajokat a Sternula nembe sorolják. A korábbi észak-amerikai (S. a. antillarum) és vörös-tengeri (S. a. saundersi) alfajokat ma már elkülönült fajnak tekintik.

## Rendszerezésük
A nemet Friedrich Boie írta le 1822-ben, az alábbi 7 faj tartozik ide:
- kis csér (Sternula albifrons)
- antillai csér (Sternula antillarum)
- déltengeri csér (Sternula nereis)
- sárgacsőrű csér (Sternula superciliaris)
- arab törpecsér (Sternula saundersii)
- namíb törpecsér (Sternula balaenarum)
- perui csér (Sternula lorata)